# Irlbachia frigida
Lis-montagne, Gueule de loup-montagne
Espèce
Classification APG III (2009)
Le lis-montagne, ou gueule de loup-montagne, Irlbachia frigida, est une plante de la famille des gentianacées.

## Synonymes
- Calolisianthus frigidus (Sw.) Gilg
- Lisianthius frigidus Sw.

## Répartition
Le lis-montagne se rencontre dans les maquis d'altitude sur les flancs de Soufrière à la Guadeloupe.